# Te recuerdo
"Te recuerdo" es una canción escrita, compuesta e interpretada por el músico de pop rock argentino Carlos Alfredo Elías, más conocido por su seudónimo CAE. Esta canción forma parte de Bravo III (1993), el tercer álbum de estudio de la banda de soft metal y pop rock de los años 90s llamada Bravo, formada en 1989. Junto a "Desierto sin amor", son consideradas las canciones más importantes del grupo y de las más conocidas del cantautor, que llegó al número uno en varios países de Latinoamérica ese año.

## Historia
La canción nació de una historia personal del autor, cuando este escribió una carta de amor que le iba a enviar a una chica originaria de la provincia de Córdoba de la que estaba enamorado, y nunca le llegó la respuesta.

## Actuaciones en Televisión
- 1993: «Ritmo de la noche»
- 2005: «Feliz Domingo»
- 2013: «Solamente vos»
- 2017: «Pasapalabra»
- 2018: «Bailando 2018»
- 2022: «La Serenísima»